# Ophiarachna ohshimai
Ophiarachna ohshimai är en ormstjärneart som beskrevs av Murakami 1943. Ophiarachna ohshimai ingår i släktet Ophiarachna och familjen Ophiodermatidae. Inga underarter finns listade i Catalogue of Life.